# لورنزو برتینی (قایقران)
لورنزو برتینی (انگلیسی: Lorenzo Bertini؛ زادهٔ ۱ ژوئن ۱۹۷۶) ورزشکار روئینگ اهل ایتالیا است.
وی در مسابقات کشوری و بین‌المللی در مجموع برندهٔ ۳ مدال طلا، ۳ مدال نقره، ۶ مدال برنز شده‌است.